# Préfecture autonome dai de Xishuangbanna
 (juin 2017).
Si vous disposez d'ouvrages ou d'articles de référence ou si vous connaissez des sites web de qualité traitant du thème abordé ici, merci de compléter l'article en donnant les références utiles à sa vérifiabilité et en les liant à la section « Notes et références ».

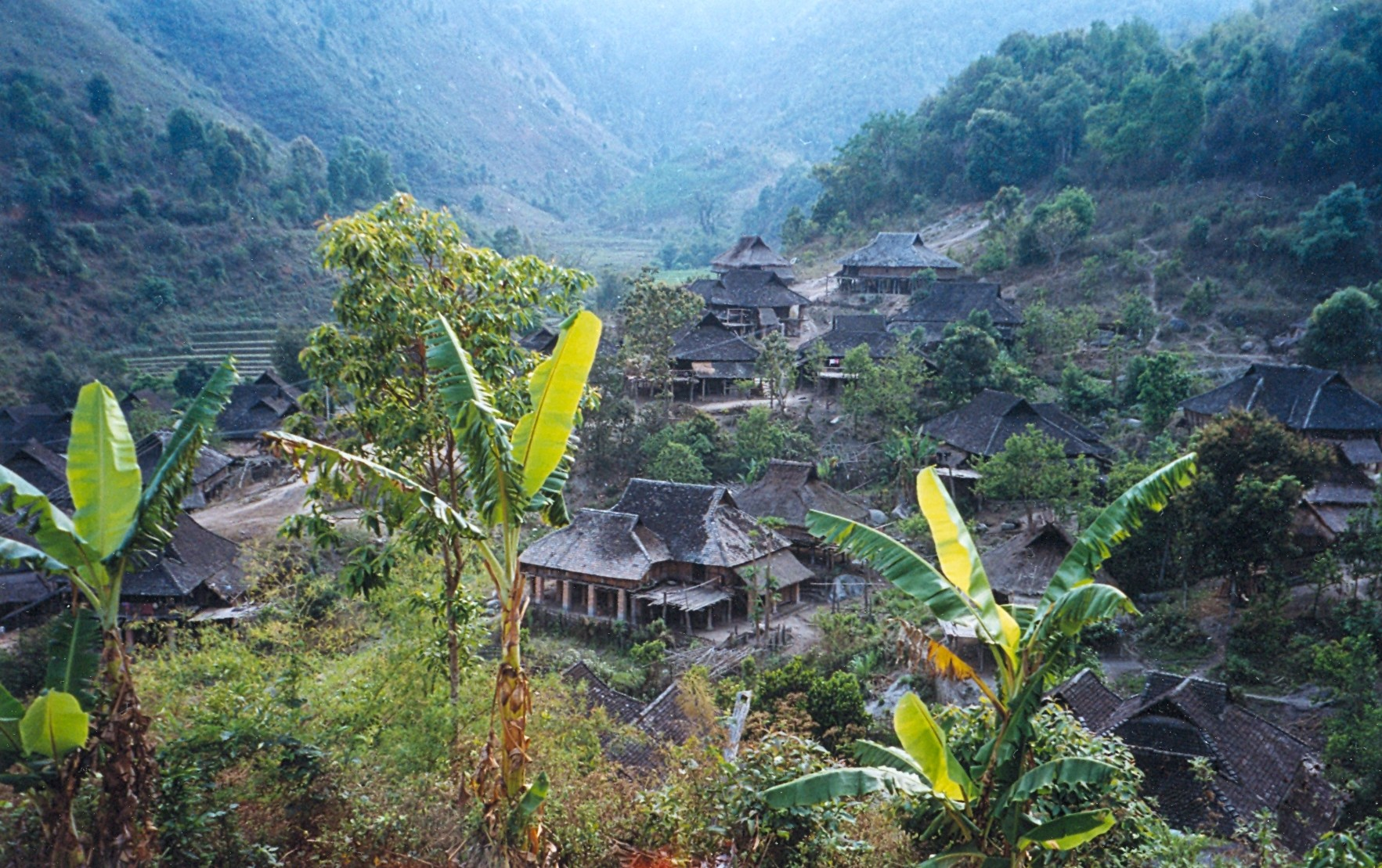
Village Manpo.

La préfecture autonome dai de Xishuangbanna (西双版纳傣族自治州 ; pinyin : Xīshuāngbǎnnà dǎizú Zìzhìzhōu), ou Sibsongbanna ou encore Sipsong Panna, abrégé en Banna (tai lü : ᦈᦹᧈᦈᦹᧈᦵᦋᦲᧁᧈᦘᦱᦉᦱᦺᦑ᧑᧒ᦗᧃᦓᦱ ; thaï : สิบสองปันนา ; lao : ສິບສອງພັນນາ ; birman : စစ်ဆောင်ပန်းနား) est une subdivision administrative du Sud de la province du Yunnan en Chine. Son chef-lieu est la ville de Jinghong.
Elle est limitrophe de la Birmanie (au sud-ouest), du Laos (au sud et à l'est) et de la ville-préfecture de Pu'er (au nord).
Sur ses 19 184 km2 de territoire, les sites touristiques occupent 1 202 km2 et les réserves naturelles 2 064 km2. La population est de 1 134 000 habitants en 2010, d'après le recensement officiel, soit une augmentation de 14,15 % par rapport à 2000. Elle est essentiellement composée de Dai dont la langue est le tai lü et qui sont culturellement et linguistiquement distincts des Han.

## Faune et flore

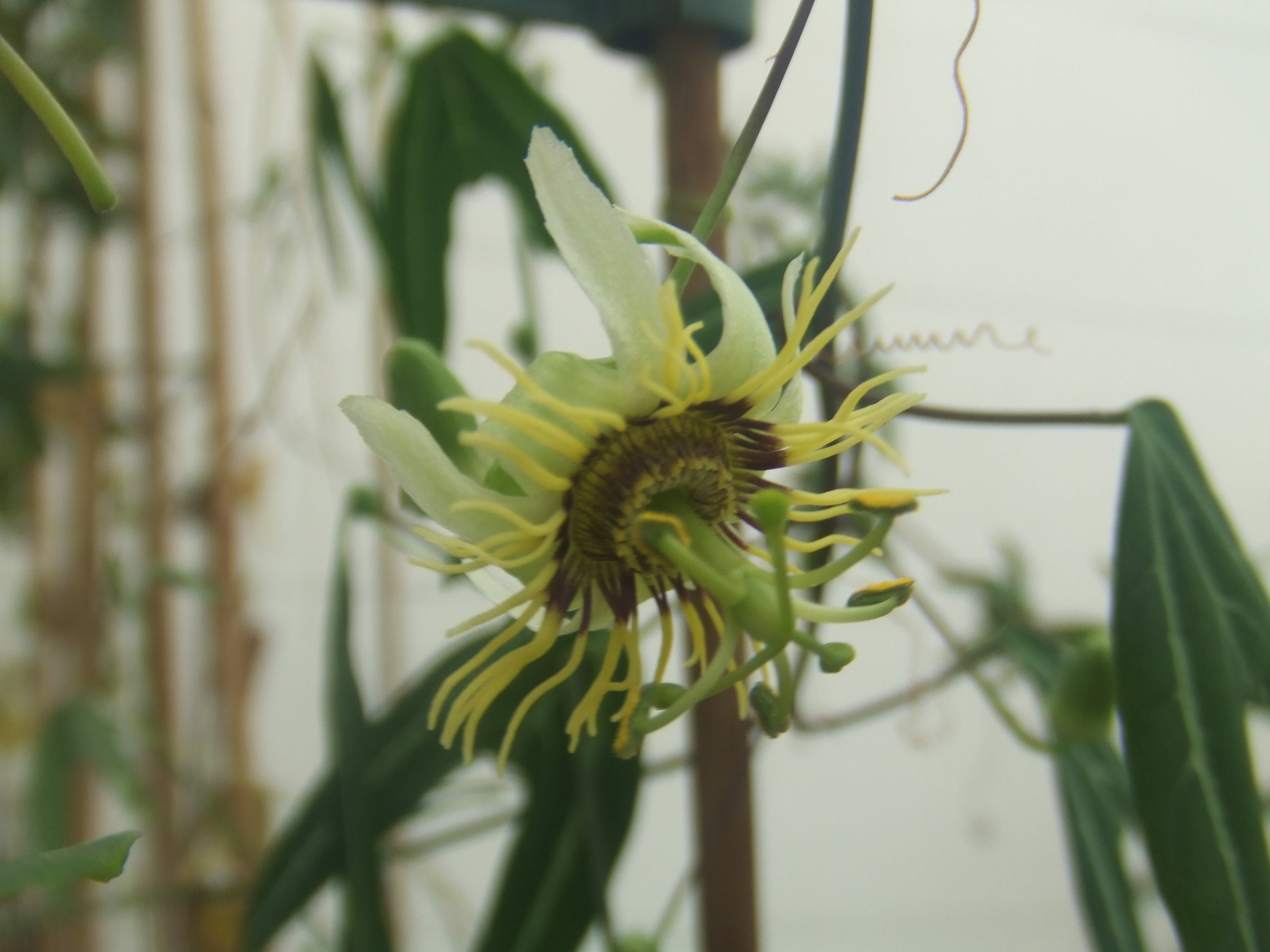
Passiflora xishuangbannaensis.

La préfecture est parfois appelée « jardin céleste » pour sa végétation luxuriante étagée et sa forêt tropicale où vit une grande diversité d'animaux et de plantes. Renommée pour être un gigantesque zoo naturel, la forêt tropicale du Xishuangbanna est l'habitat de plus de 500 espèces de mammifères, plus de 300 espèces d'oiseaux, plus de 40 espèces d'amphibiens et plus de 60 espèces de reptiles. Figurant dans la liste mondiale des espèces protégées, on y trouve l'éléphant d'Asie, le pic-noir à col blanc, le tigre du Bengale et le léopard.
Treize espèces animales jouissent de la protection de l'État, comme le loris, le singe gibbon, la grue à col rouge, et le paon vert, symbole de paix, bonheur et chance pour le peuple Dai et dont les postures gracieuses font pâlir d'envie nombre de danseurs professionnels. La région abrite aussi plus de 5 000 espèces végétales, soit un sixième du total national, ce qui lui vaut le sobriquet de « joyaux sur la couronne du royaume des plantes ». Passiflora xishuangbannaensis est une espèce de Passiflora qui a été récemment découverte à Xishuangbanna.
Parmi les plus belles plantes du Xishuangbanna, on peut citer la « fleur changeant de couleur » qui change de couleur trois fois par jour, la « plante dansante » dont les feuilles s'animent en réponse au son, et le « fruit mystérieux » dont le goût alterne entre acide et sucré. On trouve des variétés d'arbres aux origines millénaires dans les forêts du Xishuangbanna. Le « Roi des théiers », que l'on dit âgé de plus de 800 ans, nous rappelle que le Xishuangbanna est un berceau naturel du thé. Au Xishuangbanna, un proverbe dit : « Un seul arbre peut faire une forêt. Une vieille branche peut fleurir et donner des fruits. »

## Transports
Il faut environ huit à dix heures pour parcourir les 700 km de route qui séparent Kunming du Xishuangbanna.
Depuis l'ouverture de l'aéroport de Xishuangbanna Gasa (appelé initialement « aéroport international de Jinghong ») en 1990, on peut s'y rendre en avion, Il existe plusieurs vols quotidiens au départ de Kunming prenant 50 minutes, mais aussi depuis Lijiang, Beijing, Shanghai, Chengdu. Certains font une escale de 50 minutes à Kunming. Il existe également des vols internationaux vers le Sud-Est asiatique (Bangkok, Luang Prabang, …). L'aéroport affrète également des charters pour Chengdu, Chongqing, Bangkok et d'autres grandes villes de la région.

## Villes numériques de Xishuangbanna
Le gouvernement autonome de la préfecture Dai de Xishuangbanna a signé un accord de coopération stratégique avec le groupe Inspur dans la ville de Jinghong. Les deux parties collaboreront pleinement dans les domaines de la construction et de l'exploitation de la ville intelligente, de l'industrie du cloud computing et des big data, des bases de démonstration de la création d'entreprise et des villes caractéristiques pour créer une vitrine de centre de cloud computing et de big data pour l'Asie du Sud-Est. La préfecture de Xishuangbanna est située à la jonction de l'Asie du Sud et de l'Asie du Sud-Est, avec des ressources naturelles abondantes et une culture ethnique diversifiée. Le développement de l'industrie du cloud computing et des big data a un énorme potentiel. En tant que premier producteur national de serveurs, Inspur a accumulé une riche expérience dans le domaine des services gouvernementaux sur Internet et de la construction de la ville intelligente. Cette coopération améliorera davantage la « puissance douce » de la préfecture de Xishuangbanna et fournira des talents et un soutien technologique pour les projets majeurs de la province tels que les services gouvernementaux en ligne, l'administration électronique et le tourisme. 

## Dans la culture populaire
La région du Xishuangbanna est l'un des théâtres principaux d'une histoire de la série Blake et Mortimer, La Vallée des Immortels (en deux tomes).

## Subdivisions administratives
La préfecture autonome dai de Xishuangbanna exerce sa juridiction sur trois subdivisions - une ville-district et deux xian :
- la ville de Jinghong (景洪市, Jǐnghóng Shì) ;
- le xian de Menghai (勐海县, Měnghǎi Xiàn) ;
- le xian de Mengla (勐腊县, Měnglà Xiàn).